# Lepidopyga
Lepidopyga är ett släkte med fåglar i familjen kolibrier. Släktet omfattar tre arter som förekommer från Panama till norra Colombia och norra Venezuela:
- Safirstrupig smaragd (L. coeruleogularis)
- Safirbukig smaragd (L. lilliae)
- Grönglanssmaragd (L. goudoti)